# Exposition internationale d'Astana de 2017
L'Expo 2017 est une exposition spécialisée qui s'est tenue à Astana au Kazakhstan entre le 10 juin et le 10 septembre 2017.

## Désignation
La décision d'attribution de la ville lauréate se tient le 22 novembre 2012 lors de l'Assemblée générale du Bureau international des Expositions à Paris.

### Villes candidates
Candidatures finalistes :
- Astana, Kazakhstan : L'énergie du futur
- Liège, Belgique : Connecter le monde, relier les Hommes, vivre mieux ensemble

Candidatures éliminées[réf. nécessaire] :
- Tanger, Maroc
- Stavanger, Norvège

Candidatures abandonnées :
- Edmonton, Canada

### Candidature de la ville d'Astana
La ville d'Astana, capitale du Kazakhstan ayant obtenu le prix de l’UNESCO Ville pour la Paix, dépose sa candidature pour l'Exposition internationale de 2017 le 10 juin 2011 en la personne de Rapil Jochibayev, chargé de la coordination du projet. La présentation officielle de la candidature a lieu lors de la 149e session de l’Assemblée générale du Bureau international des Expositions.
Un an plus tard, le 10 juin 2012 le pays entame la campagne de promotion officielle de candidature de la ville.

### Candidature de Liège
La décision de se porter candidat à l'organisation de cette Exposition Internationale a été adoptée par le collège communal de Liège le 14 décembre 2009. L'événement devait se tenir sur le site actuel des Halles des Foires de Coronmeuse. Le Gouvernement fédéral belge ainsi que le Gouvernement wallon ont reconnu et soutenu officiellement la candidature.[réf. nécessaire]
Le cahier des charges de la ville de Liège n'attribue, au 13 novembre 2012 que 250 000 euros pour Liège Expo 2017 comme le remarque Christine Defraigne lors du conseil communal de 12 novembre 2012, ce qui amène Mme Defraigne à commenter « J'ai donc un peu l'impression qu'on a déjà renoncé ».

### Candidature d'Edmonton (abandonnée)
Le 15 avril 2009, le conseil municipal de la ville d'Edmonton vote à l'unanimité le déblocage des fonds pour 2009 pour commencer l'étude du projet. Le 29 mai 2009, Edmonton, en Alberta et Calgary, en Alberta, expriment officiellement leur intention de soumettre une offre nationale. Le 20 juillet 2009, l'offre nationale reçoit un financement du gouvernement de l'Alberta. « Un événement comme celui-ci fournit une plate-forme pour célébrer l'originalité et la vitalité de notre ville capitale et en province », déclare Lindsay Blackett, ministre de la Culture et de l'esprit communautaire. « Je souhaite à la ville d'Edmonton tout le meilleur dans sa préparation de soumissions. »[réf. nécessaire]
Le 2 novembre 2009, la ville de Calgary retire son intention de se porter candidate pour l'Exposition internationale de 2017. Le 30 novembre 2009, Edmonton présente sa soumission au gouvernement de l'Alberta et au gouvernement du Canada. Le 13 mai 2010, le premier ministre albertain, Ed Stelmach, annonce que le gouvernement de l'Alberta soutient la candidature internationale pour Edmonton Expo 2017 (en).
La candidature a été critiquée par la Fédération canadienne des contribuables d'être trop coûteuse, candidature qu'elle qualifie de « très mauvaise idée ». Toutefois, dans une enquête menée à l'été 2009, 83 % des Albertains et des Canadiens sont en faveur d'une candidature d'Edmonton.
La candidature a été définitivement abandonnée en 2011 à la suite de l'abandon du soutien nécessaire du gouvernement canadien.

## Organisation à Astana

### Sujet proposé pour l’Exposition spécialisée
La ville d’Astana propose au BIE le thème « Énergie du Futur. Action pour la durabilité mondiale ». Le secrétaire général du BIE, Vincente Gonzales Loscertales déclare, dans son intervention orale lors du symposium concernant la candidature d’Astana : « L’énergie est l’une des sept questions critiques de Rio+20 et le thème de Expo Astana est l’occasion de réunir différentes propositions. Cinq ans après Rio+20, Astana pourrait être un jalon idéal pour évaluer certains des engagements faits aujourd'hui en 2012… »

### Film promotionnel
Dans le cadre de la campagne de promotion de la candidature d’Astana, le comité tourne le film Astana Expo 2017 « The Great Expectation of Kazakhstan ». Il obtient le prix du Dauphin d'Argent du festival international Cannes Corporate Media & TV Awards le 18 octobre 2012 dans la catégorie Film Corporate.

### Ambassadeur
En mars 2016, le boxeur kazakh Gennady Golovkin, champion du monde des poids moyens, est désigné comme ambassadeur officiel de l'Expo 2017.

### Partenaires officiels
De nombreuses entreprises multinationales sont partenaires officiels de l'Expo 2017, parmi lesquelles Samsung, Cisco Systems, Shell et Chevron. Parmi les sponsors kazakhs, on compte la North Caspian Operating Company (en), Air Astana, Kazkommertsbank, Samruk-Energy et Kazpost (en).
L'Expo 2017 a rassemblé plus de 125 million d'euros de sponsoring de la part de multinationales.

## Participations
Le nombre de pays ayant confirmé leur participation s'élevait, en septembre 2016, à 101. En mai 2017, on arrivait à 115 États et 22 organisations internationales. international organizations confirmed their participation in EXPO 2017 in Astana. C'est plus que ce à quoi s'attendaient les organisateurs astanais, qui tablaient sur 100 Etats et 10 organisations internationales.

### Liste des États et organisations internationales présents
- Afghanistan[13]
- Afrique du Sud
- Algérie[13]
- Allemagne[14]
- Angola[15]
- Antigua-et-Barbuda[13]
- Arabie saoudite[14],[16]
- Argentine
- Arménie[14]
- Autriche[13]
- Azerbaïdjan[14]
- Bangladesh
- Barbade
- Belgique[17]
- Belize[13]
- Bénin[13]
- Biélorussie[14]
- Bolivie[14]
- Burkina Faso[13]

Pays participants ; l'hôte, le Kazakhstan, en rouge.

- République centrafricaine[13]
- Chili
- Chine[13]
- Comores[13]
- République démocratique du Congo[13]
- République du Congo[13]
- Corée du Sud[14]
- Costa Rica[13]
- Cuba[18]
- Djibouti[13]
- Dominique[13]
- République dominicaine[13]
- Équateur[13]
- Égypte[19]
- Émirats arabes unis[13]
- Espagne[20]
- États-Unis[21]
- Éthiopie
- Fidji[13]
- Finlande[13]
- France[14],[22]
- Gabon[13]
- Gambie[15]
- Géorgie[14]
- Ghana[13]
- Grèce[23]
- Grenade[15]
- Guatemala[13]
- Guinée[13]
- Guyana[13]
- Haïti[13]
- Honduras[15]
- Hongrie[14]
- Inde[14]
- Iran[14],[24]
- Israël[14]
- Italie[13]
- Jamaïque
- Japon[14]
- Jordanie[14],[25]
- Kazakhstan (Pays hôte)
- Kenya[13]
- Kiribati[26]
- Kirghizistan[15]
- Lesotho[13]
- Lettonie[13]
- Liberia[15]
- Lituanie[13]
- Luxembourg
- Madagascar[13]
- Malaisie[15]
- Îles Marshall[15]
- Mauritanie[13]
- Mexique
- Monaco[15]
- Mongolie[13]
- Nauru[26]
- Ouganda
- Ouzbékistan
- Pays-Bas[14],[27] : le 2 décembre 2015, l'ambassadeur des Pays-Bas au Kazakhstan Hans Driesser signe l'accord de participation.
- Pakistan[15]
- Palau[13]
- Papouasie-Nouvelle-Guinée
- Paraguay[13]
- Pologne[28]
- Roumanie[14]
- Royaume-Uni[20]
- Russie[14]
- Saint-Christophe-et-Niévès[15]
- Sainte-Lucie[13]
- Saint-Vincent-et-les-Grenadines[15]
- Samoa[13]
- Serbie[14]
- Sénégal[15]
- Seychelles[13]
- Sierra Leone[13]
- Singapour[13]
- Slovaquie[29]
- Îles Salomon[13]
- Sri Lanka[13]
- Suriname[13]
- Suisse[14]
- Thaïlande[13]
- Tadjikistan[14]
- République tchèque[13]
- Tonga[13]
- Turkménistan[14]
- Turquie[14]
- Tuvalu[26]
- Ukraine[13]
- Vanuatu[15]
- Vatican[20]
- Venezuela
- Vietnam[14]
- Yemen

#### États-Unis
Le Secrétaire d’État à l'énergie américain, Ernest Moniz, et l'assistant du Secrétaire d’État aux affaires de l'Asie centrale et septentrionale Nisha Biswal annoncent en novembre 2016 à l'ambassade du Kazakhstan aux États-Unis (en) que APCO Worldwide (en), société de conseil en communication internationale (en), venait d'être retenu comme partenaire principal pour l'organisation de délégation américaine lors de l'Expo 2017. Le pavillon des États-Unis à Astana serait géré par des entreprises privées, alors qu'habituellement le département d'État des États-Unis s'en charge tout seul. Le thème du pavillon américain est « la source de l'énergie infinie » (en anglais : The Source of Infinite Energy). Le pavillon américain aura notamment accueilli, en août 2017, une nouvelle génération d'ambassadeurs.

#### France
La France a confirmé sa participation le 9 avril 2015. Elle dispose d'un grand pavillon de 1 083 m2, situé face à celui des Émirats arabes unis.
MINI AGUA est une sculpture sonore et tactile en Béton Polysensoriel de l'artiste française Milène Guermont. Elle est exposée au Pavillon France de l'Exposition Internationale Astana qui se déroule au Kazakhstan en 2017 et dont le thème est "l'énergie du futur". L'œuvre se présente à la verticale et peut évoquer un mur qui se déforme. Elle est composée d'un fin voile en béton ultra haute performance blanc. Si un visiteur l'effleure, il peut alors provoquer un son d’eau en fonction de son champ magnétique.

#### Organisations internationales
L'Expo 2017 d'Astana et l'Organisation mondiale du tourisme ont signé un accord de coopération. Cet accord comprend l'organisation d'une conférence commune lors de l'Expo, sur le thème Tourisme et de Énergie du futur.
On compte également parmi les organisations internationales ayant confirmé leur présence l'Agence internationale de l'énergie renouvelable, dont le siège se trouve à Abu Dhabi.